# Андреас Каро
Андреас Каро (грец. Ανδρέας Καρώ, нар. 9 вересня 1996, Нікосія) — кіпрський футболіст, захисник грецького клубу ОФІ та національної збірної Кіпру.

## Клубна кар'єра
Андреас Каро народився 1996 року в Нікосії, та є вихованцем футбольної школи англійського клубу «Ноттінгем Форест». У 2016 році він повернувся на Кіпр, де став гравцем команди «Аполлон» з Лімасола. Проте він не став гравцем основи команди, і з 2017 до 2019 року грав у оренді в інших кіпрських клубах «Неа Саламіна» і «Пафос».
У 2019 році Андреасом Каро зацікавилась італійська команда «Лаціо», з якою він уклав контракт 12 липня 2019 року. Проте за основну команду римського клубу так і не зіграв, і за короткий час перейшов на правах оренди до іншого італійського клубу «Салернітана», в якому грав до початку 2021 року.
30 січня 2021 року Андреас Каро став гравцем португальського клубу «Марітіму». У складі команди з Фуншала відіграв 9 матчів в національному чемпіонаті. 9 червня 2021 року Каро повернувся на Кіпр, де підписав контракт із місцевим клубом АПОЕЛ. У 2023 року футболіст перейшов до грецького клубу ОФІ.

## Виступи за збірні
У 2011 році Андреас Каро дебютував у складі юнацької збірної Кіпру віком до 17 років, загалом на юнацькому рівні взяв участь у 8 іграх, відзначившись одним забитим голом.
Протягом 2015—2018 років Каро залучався до складу молодіжної збірної Кіпру. На молодіжному рівні зіграв у 16 офіційних матчах, забив 2 голи.
У 2019 року Андреас Каро дебютував в офіційних матчах у складі національної збірної Кіпру. Станом на серпень 2021 року відіграв у складі збірної 14 матчів, у яких відзначився 1 забитим м'ячем.
| Дата       | Місто      | Господарі   | Результат | Гості       | Турнір                               | Голи | Примітки |
| ---------- | ---------- | ----------- | --------- | ----------- | ------------------------------------ | ---- | -------- |
| 16-11-2019 | Нікосія    | Кіпр        | 1 – 2     | Шотландія   | Відбір до ЧЄ 2020                    | -    | 42'      |
| 5-9-2020   | Строволос  | Кіпр        | 0 – 2     | Чорногорія  | Ліга націй УЄФА 2020-2021 - 1-й етап | -    | 54'      |
| 8-9-2020   | Нікосія    | Кіпр        | 0 – 1     | Азербайджан | Ліга націй УЄФА 2020-2021 - 1-й етап | -    |          |
| 7-10-2020  | Ларнака    | Кіпр        | 1 – 2     | Чехія       | товариський матч                     | -    | 64'      |
| 10-10-2020 | Люксембург | Люксембург  | 2 – 0     | Кіпр        | Ліга націй УЄФА 2020-2021 - 1-й етап | -    | 61'      |
| 13-10-2020 | Ельбасан   | Азербайджан | 0 – 0     | Кіпр        | Ліга націй УЄФА 2020-2021 - 1-й етап | -    | 26'      |
| 11-11-2020 | Афіни      | Греція      | 2 – 1     | Кіпр        | товариський матч                     | -    | 46'      |
| 4-6-2021   | Будапешт   | Угорщина    | 1 – 0     | Кіпр        | товариський матч                     | -    | 78'      |
| 7-6-2021   | Харків     | Україна     | 4 – 0     | Кіпр        | товариський матч                     | -    |          |
| Усього     |            | Матчів      | 9         |             | Голів                                | 0    |          |

## Титули і досягнення
- Володар Суперкубка Кіпру (1): 2016
- Володар Кубка Кіпру (1): 2016-17
- Володар Кубка Ізраїлю (1): 2023-24